# Río Cautillo
El río Cautillo es un curso de agua de la isla de Cuba, afluente del río Cauto.

## Curso
Tiene su origen al pie de la sierra Maestra y, tras discurrir en dirección norte, termina desembocando en el río Cauto. Entre sus afluentes por la derecha se encuentra el río de Jiguaní. Aparece descrito en el primer tomo del Diccionario geográfico, estadístico, histórico, de la isla de Cuba de Jacobo de la Pezuela de la siguiente manera:

Cautillo. (rio) Uno de los mayores afluentes del rio Cauto. Nace al pie de Sierra Maestra. Corre siempre al N. y sirve de límite entre las JJ. de Jiguaní y Bayamo; baña por la derecha las haciendas Cupey, la Concepcion y el Corralito, y por la izquierda las de Burban, San José y Jibaro. Los afluentes de su ribera izquierda no merecen mencionarse, pero por la derecha recibe al arroyo Ricardo y al rio de Jiguaní que baja de la hacienda de Rinconada, pasa cerca del pueblo de su nombre, y despues de fertilizar numerosas vegas entra en el Cautillo. J. de Jiguaní.
(Pezuela, 1863, p. 367)